# Girl on Fire (album)
Girl on Fire è il quinto album in studio della cantautrice statunitense Alicia Keys, pubblicato dalla RCA Records alla fine di novembre 2012.
Il progetto discografico viene riconosciuto con il Grammy Award al miglior album R&B, detenendo il record per il maggior numero di vittorie nella categoria nella storia della premiazione.

## Descrizione
Si tratta della prima pubblicazione di Alicia Keys per l'etichetta RCA Records, dopo la decisione di Sony Music di chiudere la J Records. Il concepimento dell'album è iniziato nel febbraio del 2011, e come racconta in un'intervista a Billboard,  si ispira agli eventi che le sono accaduti negli ultimi tre anni, descritti dalla cantautrice come: «un'intera folle dinamica di lezioni ed emozioni in cui crescere e coltivare la propria anima Questo turbine mi ha sicuramente costretta ad essere quella che sono, ad essere abbastanza libera e coraggiosa».
Parlando di come Girl on Fire fosse diversa da The Element of Freedom, Alicia Keys ha detto: «Ho fatto un passo avanti nella mia attività e ho davvero preso il controllo della mia vita e di come voglio che venga raccontata. Così tutto ciò che ho creato ora è totalmente leggibile in un nuovo spazio. Quindi molto semplicemente sto presentando un mondo nuovo, esattamente come le sto vedendo ora». La cantautrice ha spiegato che il titolo dell'album è un leggero riferimento a Katniss Everdeen, il personaggio centrale della serie di romanzi d'avventura The Hunger Games, di cui è una fan.
Le sessioni di registrazione dell'album hanno avuto luogo in diversi studi di registrazione tra New York, Los Angeles, Londra e Giamaica. Diversi produttori hanno collaborato alla realizzazione dell'album; tra questi Swizz Beatz, marito della cantante, Babyface e Jeff Bhasker. I brani vedono la collaborazione di numerosi artisti, tra cui la cantante scozzese Emeli Sandé, Dr. Dre, John Legend, Stacy Barthe, Nicki Minaj, Salaam Remi, Billy Squie, Bruno Mars e il musicista statunitense Maxwell.
Il progetto musicale, che vede una forte presenza della voce della cantante e del pianoforte, con una produzione minimalista, è fortemente caratterizzato dal genere R&B. Vengono introdotti echi sonori dalla musica elettronica, soul, rock con sfumature del reggae. I brani trattano di diversi temi, dal rapporto tra uomo e Dio, il matrimonio, la maternità e dell'abuso di potere maschile nei confronti delle relazioni con le donne.

## Promozione
Nei primi giorni di settembre del 2012, l'audio della canzone Not Even the King è stato caricato sul canale ufficiale VEVO di Alicia Keys. Il 4 settembre ha lanciato il singolo Girl on Fire, ottenendo successo nelle principali classifiche internazionali, sostenuto anche dalla versione remix con Nicki Minaj. In seguito alla performance agli MTV Video Music Awards avvenuta due giorni dopo il lancio del singolo, si esibisce il 24 settembre nella cattedrale di Manchester (Regno Unito) in un set esclusivo per l'evento MTV Crashes Manchester, dove ha interpretato anche alcuni brani di questo disco.
Agli inizi di novembre 2012 ha preso parte con una performance agli MTV Europe Music Awards e ha eseguito Girl on Fire durante il talent show televisivo X Factor UK. Il 9 novembre 2012 ha pubblicato negli Stati Uniti il singolo Brand New Me, scritto con Emeli Sandé. Il 26 novembre 2012 viene pubblicato l'album e annuncia inoltre un tour di 8 date tra Regno Unito e Irlanda previsto per il 2013.
Nel gennaio 2013 ha annunciato l'avvio del tour mondiale Set the World on Fire, previsto dal marzo dello stesso anno tra Stati Uniti, Canada, Europa, Australia e Sudafrica, in concomitanza con l'uscita del terzo singolo New Day, distribuito come secondo singolo per i mercati internazionali. Il brano Fire We Make è stato pubblicato nel circuito radiofonico statunitense il 28 marzo 2013, seguito da Tears Always Win, il 7 maggio 2013.

## Accoglienza
| Recensione          | Giudizio |
| ------------------- | -------- |
| Metacritic          | 69/100   |
| The Daily Telegraph |          |
| Rolling Stone       |          |
| The Guardian        |          |
| Pitchfork           |          |
| The Independent     |          |

Girl on Fire ha ottenuto generalmente critiche positive dalle riviste specializzate nel settore musicale. Paragonato da James Reed del The Boston Globe alla «Enfasi dell'album 4 di Beyoncé» il progetto discografico viene definito da Rolling Stone come «Uno dei migliori dischi R&B del 2012; [...] accattivante e sottile che rende Alicia Keys una iconoclasta».
Stephen M. Deusner di Pitchfork vede Girl on Fire come un album «sulla rinascita e il rinnovamento», scrivendo che la Keys «usa la tragedia romantica come motore della trasformazione». Melissa Maerz di Entertainment Weekly ha scritto che «la musica sembra sorprendentemente intima» quando la Keys suona le sue canzoni al pianoforte piuttosto che nei suoni di riferimento al jazz.
Opinione meno entusiasta viene scritta da Helen Brown del The Daily Telegraph, la quale ha ritenuto che, sebbene «la potente semplicità dei suoi testi lo renda fiammeggiante» occasionalmente «tenda verso il banale». Ben Ratliff del The New York Times ha osservato «così tanti cliché» e ha criticato che le canzoni con i «testi personale di Keys crescono rapidamente banali, a parole e in musica». Dave Simpson di The Guardian ha scritto che, «come reinvenzione, l'album non va abbastanza lontano, ma ci sono alcune melodie travolgenti da cui trarre ispirazione». Il Los Angeles Times l'ha vista come un'altra «collezione di ballate ben fatte e cantate in modo splendido, interrotte da diversi inni sovraccarichi di lavoro sul valore della perseveranza».

## Riconoscimenti
2013 - Billboard Music Awards
- Candidatura come miglior album R&B

2014 - Grammy Award
- Miglior album R&B

2013 - NAACP Image Award
- Candidatura al miglior album

2013 - Technical Excellence and Creativity Awards
- Candidatura al miglior risultato creativo in un album

## Tracce
1. De Novo Adagio (Intro) – 1:19
2. Brand New Me – 3:53 (Alicia Keys, Emeli Sandé)
3. When It's All Over – 4:34 (Alicia Keys, John Stephens, Stacy Barthe)
4. Listen 2 Ur Heart – 3:46 (Alicia Keys, John Stephens)
5. New Day – 4:02 (Alicia Keys, Kasseem Dean, Trevor Lawrence Jr., Andre Young, Andre Brissett, Amber Streeter)
6. Girl on Fire (Inferno Version feat. Nicki Minaj) – 4:30 (Alicia Keys, Salaam Remi, Jeff Bhasker, Billy Squier, Onika Maraj)
7. Fire We Make (feat. Maxwell) – 5:21 (Alicia Keys, Andrew Wansel, Warren Felder, Gary Clark Jr.)
8. Tears Always Win – 3:59 (Alicia Keys, Jeff Bhasker, Bruno Mars, Phillip Lawrence)
9. Not Even the King – 3:07 (Alicia Keys, Emeli Sandé)
10. That's When I Knew – 4:05 (Alicia Keys, Kenny "Babyface" Edmonds, Antonio Dixon)
11. Limitedless – 3:57 (Alicia Keys, Andrew Wansel, Warren Felder, Stacy Barthe, Amber Streeter)
12. One Thing – 4:08 (Alicia Keys, Frank Ocean, James "Malay" Ho)
13. 101 – 6:29 (Alicia Keys, Emeli Sandé)

Tracce bonus nell'edizione giapponese
1. Girl on Fire (Main Version) – 3:44 (Alicia Keys, Salaam Remi, Jeff Bhasker, Billy Squier)
2. Girl on Fire (Bluelight Version) – 4:22 (Alicia Keys, Salaam Remi, Jeff Bhasker, Billy Squier)

## Formazione
- Jeff Bhasker - programmazione, tastiere, organo, piano, produzione
- David S. Blanco - design, layout
- Will Botwin - management
- Paul Boutin - sound engineer
- Val Brathwaite - assistente engineer, assistente al progetto
- Andre Brissett - tastiere
- Gary Clark, Jr. - chitarra elettrica
- D.J. Walton - management
- Michelangelo Di Battista - fotografia
- Antonio Dixon - programmazione, produzione
- Dr. Dre - produzione
- Peter Edge - A&R
- Kenneth "Babyface" Edmonds - chitarra acustica, basso, produzione
- Warren "Oak" Felder - programmazione, programmazione tastiere
- Chris Galland - assistente missaggio
- Erwin Gorostiza - direttore artistico
- Emile Haynie - programmazione
- Simon Henwood - direttore artistico, layout, logo, design
- Justin Hergett - assistente missaggio
- James Ho - chitarra acustica, chitarra elettrica, basso, programmazione, engineer, produzione
- Ghazi Hourani - assistente engineer
- Rodney "Darkchild" Jerkins - programmazione tastiere e ritmi, produzione
- Chad Jolley - vocal engineer
- Alicia Keys - voce, cori, produzione esecutiva, tastiere, piano, produzione, synth, artista principale
- Kez Khou - assistente al progetto
- James Krause - assistente missaggio
- Billy Kraven - cori
- David Kutch - masterizzazione
- Trevor Lawrence Jr. - programmazione
- Ken Lewis - engineer
- Jared Lynch - assistente engineer
- Michelle Mancini - assistente masterizzazione
- Manny Marroquin - missaggio
- Bruno Mars - cori, basso, chitarra
- Tony Maserati - missaggio
- Maxwell - ospite
- Steffan McMillan - design, layout
- Take Mendez - assistente engineer
- Nicki Minaj - ospite
- Ann Mincieli - coordinamento, engineer, produzione, missaggio
- Greg Morgan - sound designer
- Steve Mostyn - basso
- Nino Muñoz - fotografia
- Paul Norris - assistente engineer
- Oakwud - produttore
- Phillip Lawrence - cori
- Salaam Remi - programmazione, produzione
- Lenford Richards - chitarra elettrica
- Ramon Rivas - assistente engineer, assistente al progetto, engineer
- Erika Rose - management
- Davide Rossi - arrangiamenti archi, archi
- Jamie Smith - programmazione, produzione, programmazione synth
- Amber Streeter - cori
- Swizz Beatz - arrangiamento, produzione
- Miki Tsutsumi - assistente engineer
- Andrew "Pop" Wansel - programmazione, produzione
- Dylan Wissing - batteria

## Classifiche

### Classifiche settimanali
| Classifica (2012)         | Posizione massima |
| ------------------------- | ----------------- |
| Argentina                 | 7                 |
| Australia                 | 12                |
| Australia (urban)         | 2                 |
| Austria                   | 7                 |
| Belgio (Fiandre)          | 11                |
| Belgio (Vallonia)         | 33                |
| Canada                    | 8                 |
| Croazia                   | 43                |
| Danimarca                 | 28                |
| Finlandia                 | 38                |
| Francia                   | 8                 |
| Germania                  | 6                 |
| Giappone                  | 13                |
| Grecia                    | 24                |
| Irlanda                   | 27                |
| Italia                    | 17                |
| Messico                   | 94                |
| Norvegia                  | 13                |
| Nuova Zelanda             | 22                |
| Paesi Bassi               | 8                 |
| Polonia                   | 17                |
| Portogallo                | 19                |
| Regno Unito               | 15                |
| Regno Unito (R&B)         | 2                 |
| Repubblica Ceca           | 29                |
| Russia                    | 23                |
| Spagna                    | 13                |
| Stati Uniti               | 1                 |
| Stati Uniti (R&B/Hip-Hop) | 1                 |
| Svezia                    | 39                |
| Svizzera                  | 3                 |

### Classifiche di fine anno
| Classifica (2013) | Posizione |
| ----------------- | --------- |
| Belgio (Fiandre)  | 106       |
| Belgio (Vallonia) | 126       |
| Paesi Bassi       | 94        |
| Stati Uniti       | 25        |
| Svizzera          | 59        |

## Date di pubblicazione
| Paese       | Data             | Formato      | Etichetta   |
| ----------- | ---------------- | ------------ | ----------- |
| Regno Unito | 26 novembre 2012 | CD, digitale | RCA Records |
| Stati Uniti | 27 novembre 2012 | CD, digitale | RCA Records |
| Giappone    | 28 novembre 2012 | CD, digitale | SME Japan   |